# Michèle Desbordes
Pour les articles homonymes, voir Desbordes.
Michèle Desbordes, née le 4 août 1940 à Saint-Cyr-en-Val (Loiret) et morte le 24 janvier 2006 à Baule (Loiret) est une ecrivaine et bibliothécaire française.

## Biographie
Michèle Desbordes (nom marital) est née en 1940 en France, entre Loire et Sologne,. Elle passe sa petite enfance à Gien, puis, à partir de l’âge de 5 ans, à Orléans, non loin de ses grands-parents qui vivent en Sologne. Entre 1953 et 1956, elle fréquente chaque jour la bibliothèque municipale d’Orléans où elle croise son directeur, Georges Bataille, sans savoir vraiment qui il est. En 1959, elle suit des études littéraires à la Sorbonne.
Conservatrice en chef des bibliothèques, elle exerce dans les bibliothèques universitaires parisiennes, de 1967 à 1986, puis en Guadeloupe à la bibliothèque départementale de prêt, de 1986 à 1993, enfin à la bibliothèque de l’université d'Orléans de 1994 à 2000,.
Elle meurt en 2006 à 65 ans, à Baule.
Quelques livres sont publiés ultérieurement, dont le roman L'Emprise.

## Œuvre
Excepté un livre de poèmes publié en 1986, elle commence à publier des ouvrages essentiellement à partir de 1996. Le silence, et le regard, sont parmi les thèmes de prédilection qui traversent son œuvre,,. L'Habituée est son premier roman. La Demande est consacré à ce qui n'est pas dit entre Léonard de Vinci, installé dans les  bords de Loire, et sa servante. Un été de glycine est consacré à  William Faulkner. La Robe bleue évoque les dernières années de Camille Claudel et est un récit de la construction d'une œuvre. Elle a publié aussi des proses poétiques, comme Dans le temps qu'il marchait, poème narratif sur le voyage de Friedrich Hölderlin de Bordeaux à Nürtingen. Elle avait rédigé également un texte dans Carnet de visite, texte associé à des photographies de Hien Lam-duc sur la vie à domicile des personnes âgées,.

## Œuvres
- Sombres dans la ville où elles se taisent (poésie), Arcane 17 (1986)
- L'Habituée, Éditions Verdier (1997) - Traductions
- La Demande, Verdier (1999), Folio (2001) - Traductions
- Le commandement, Gallimard (2001) - Traductions
- Le lit de la mer, Gallimard (2002)
- La robe bleue, Verdier (2004), Verdier Poche (2007) - Traductions
- Dans le temps qu'il marchait, éditions Laurence Teper (2004)
- Un été de glycine, Verdier (2005)
- L'Emprise, Verdier (2006)
- Artemisia et autres proses, éditions Laurence Teper (2006)
- Les Petites Terres, éditions Verdier (2008)
- Là-bas mon amour, l'archipel oublié, Michelle DEVINANT-ROMERO, éditions Regain de lecture (2024)

Michèle Desbordes (1940-2006) est au cœur de cette histoire. 

## Distinctions
Son ouvrage La Demande sur Léonard de Vinci a obtenu plusieurs prix :
- Prix du roman France Télévisions 1999[4]
- Prix du Jury Jean-Giono 1999[4]
- Prix des auditeurs de la RTBF 1999[4]
- Prix Flaïano de littérature étrangère 2001

Le livre La Demande est nommé pour le Prix du Livre Inter en 1999.